# 莎芭·卡瑪
莎芭·卡瑪·萨尔曼（英語：Saba Qamar Zaman，1984年4月5日—）是巴基斯坦女演員，主要出現在巴基斯坦電視連續劇及電影。
她較为人所知的電影是印度宝莱坞电影《人生起跑線》Hindi Medium（2017），对手演员是伊凡·卡漢。

## 外部連結
- 莎芭·卡瑪在互联网电影资料库（IMDb）上的資料（英文）
- 莎芭·卡瑪的Instagram帳戶